# ویکتور تساریوف
ویکتور تساریوف (روسی: Виктор Григорьевич Царёв؛ ۲ ژوئن ۱۹۳۱ – ۲ ژانویهٔ ۲۰۱۷) بازیکن و مربی فوتبال اهل اتحاد جماهیر شوروی سوسیالیستی بود.
وی همچنین برندهٔ جوایزی همچون نشان دوستی شده‌است.
از باشگاه‌هایی که در آن بازی کرده‌است می‌توان به باشگاه فوتبال دینامو مسکو اشاره کرد.
وی همچنین در تیم ملی فوتبال شوروی بازی کرده‌است.